# Nosoglobulus loebli
Nosoglobulus loebli is een keversoort uit de familie van de boomsapkevers (Nosodendridae). De wetenschappelijke naam van de soort is als Nosodendron loebli voor het eerst geldig gepubliceerd in 2003 door Jiri Háva.